# Hanterad kod
Hanterad kod (en. managed code) är programkod som exekveras av en virtuell maskin, till skillnad från ohanterad kod som exekveras direkt av datorns processor. Termen myntades av Microsoft som en beskrivning av programkod som körs av exekveringsmiljön Common Language Runtime (CLR), men även bytekod som exekveras av till exempel Java Virtual Machine kan sägas vara hanterad.